# Croton bonplandianus
Espèce
Classification APG III (2009)
Croton bonplandianus est une espèce de plantes à fleurs du genre Croton et de la famille des Euphorbiaceae, présente du sud de la Bolivie à l'Uruguay.

## Synonymes
- Oxydectes bonplandiana (Baill.) Kuntze
- Croton pauperulus Müll.Arg.
- Oxydectes pauperula (Müll.Arg.) Kuntze
- Croton sparsiflorus Morong
- Oxydectes sparsiflora (Morong) Kuntze
- Croton rivinoides Chodat